# 阿當斯樂器製作公司
阿當斯樂器製作公司是一家位於荷蘭的樂器製造商，主要生產敲擊樂器及銅管樂器。阿當斯樂器製作公司出產的敲擊樂器包括定音鼓、馬林巴琴、木琴、顫音琴、鍾琴、風鈴、大鼓、鈴板、西洋木魚和鼓配件 ，而一系列銅管樂器包括小號、短號、短號、長號、次中音號和大號。

## 外部網站
- 官方網站 （页面存档备份，存于）